# 青梅市郷土博物館
青梅市郷土博物館（おうめしきょうどはくぶつかん）は、東京都青梅市にある博物館。1974年（昭和49年）開館。釜の淵公園内にある。最寄り駅はJR青梅線青梅駅。

## 文化財
- 旧宮崎家住宅（重要文化財）

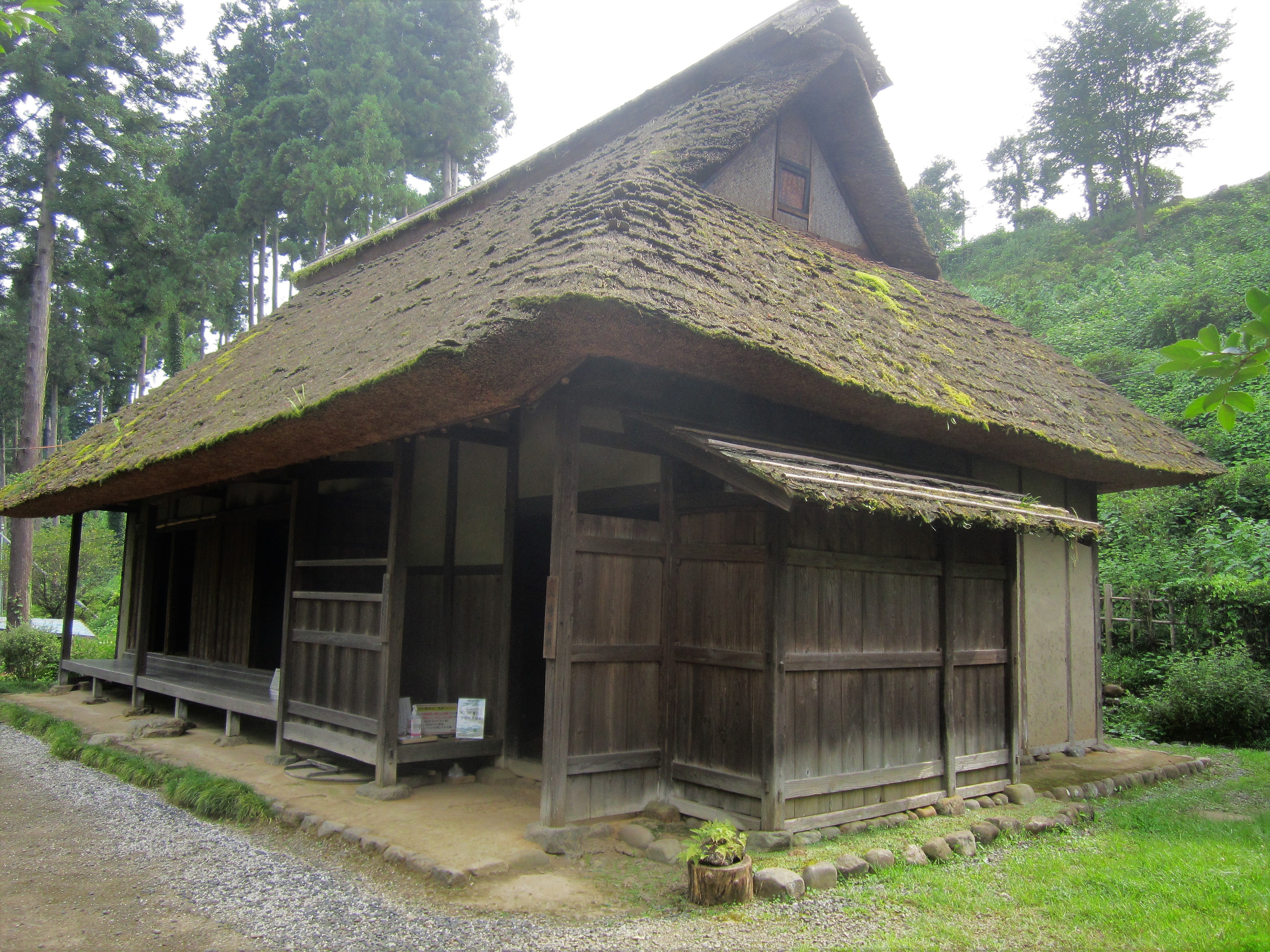
旧宮崎家住宅

  - 江戸時代前期の建物で、昭和53年に重要文化財指定。翌年、当地に移築。
- 市内の古文書多数（市の有形文化財含む）
- 市内出土の土器・石器等
  - 東京都寺改戸遺跡土壙出土品（注口土器・小型深鉢形土器、重要文化財）
  - 駒木野遺跡26b号住居跡出土土器（東京都指定有形文化財）
- 民具類等
- 青梅鉄道資料

## 所在地
東京都青梅市駒木町1丁目684